# Кендри, Фрэнк
Фрэнк Эстес Кендри (англ. Frank Estes Kendrie; 4 июля 1887, Сент-Пол — 18 января 1947) — американский дирижёр и музыкальный педагог.
Окончил школу в Сако, Боудин-колледж (1910) и Гарвардский университет (1912). Профессор музыки в университете Валперейзо (1915—1917), Канзасском университете (1917—1921), Айовском университете (1921—1936) и Карлтонском колледже (с 1936 г.). В Канзасе дирижировал университетским певческим обществом (англ. Kansas Glee Club), для которого сочинил песню «В бой за Канзас» (англ. Fight for Kansas; 1919), долгое время использовавшуюся на спортивных соревнованиях с участием студентов университета. В Айовском университете возглавлял студенческий оркестр; одновременно в 1933—1936 гг. руководил Симфоническим оркестром Трёх городов, проведя коллектив через самый тяжёлый период Великой Депрессии.
Опубликовал учебник «Дирижирование и организация оркестра» (англ. Conducting and orchestral routine; 1930).